# البديع (قرية)
البديع هي بلدة ساحلية بحرينية تقع في أقصى غرب جزيرة البحرين، في محافظة الشمالية.

## تاريخ
تأسست البلدة على يد قبيلة الدواسر النجدية إلا أن معظم أفراد القبيلة غادروا البلدة جماعيًا إلى البر الرئيسي لوطنهم الأساسي المملكة العربية السعودية عام 1923 ، بعد نشوب صراع مع السلطات الاستعمارية البريطانية ولكن عاد العديد من أفراد قبيلة الدواسر لاحقًا إلى البديع، ولا يزال بعضهم يعيش في القرية حتى اليوم. قبل اكتشاف النفط في البحرين  كان معظم سكان البديع يعملون في صيد اللؤلؤ والغوص.
وفقًا لدليل الخليج العربي وعمان ووسط الجزيرة العربية لعام 1917، كانت قرية البديع تتكون من ثلاثة أحياء مميزة؛ فريق العمارة، وفريق السد (يقع على رأس البديع) وفريق البديع (أقدم حي). كانت المدينة تحتوي على عدد كبير من المنازل الحجرية وأكواخ القصب .  قُدِّر عدد السكان بـ 8000 نسمة وكان يُعتقد أنهم جميعًا من أتباع الإسلام السني ؛ 800 منزل تنتمي إلى قبيلة الدواسر، و100 إلى قبيلة العمارة، و50 إلى الهولة ، و200 إلى " الزنوج الأحرار " وحوالي 450 منزلًا للعبيد السود. كان الميناء موطنًا لأكثر من 100 قارب، تم استخدام أكثر من نصفها لصيد اللؤلؤ . كان هناك أيضًا 3 مدارس قرآنية في المدينة. كانت الشؤون الداخلية للمدينة تدار من قبل شيخ الدواسر، بدون تدخل من امير البحرين وتعتبر البديع بذلك مجتمع نجدي او قرية نجدية في البحرين

## الجغرافيا
كانت البديع تحصل على إمداداتها المائية تقليديًا من الآبار في مزارع النخيل المجاورة في قريتي الدراز وبني جمرة على التوالي.  وهي الآن موقع معظم المزارع والإسطبلات والمزارع/المنتجعات العائلية الخليجية التقليدية نخل . تخدم البلدة كنقطة نهاية واحدة لطريق البديع ، الذي يمتد إلى المنامة . يشار إلى المناطق على جانبي الطريق عامية باسم البديع.
تُعدّ إزالة الغابات نتيجةً لموجات البناء المتلاحقة، وتسرب مياه البحر إلى طبقات المياه الجوفية الطبيعية نتيجةً لعملية بناء ميناء سلمان قبل إنشائه في خمسينيات القرن الماضي ، أكبرَ مشكلةٍ تواجهها منطقة طريق البديع . ولا يزال طريق البديع يُذكر كواحدٍ من المناطق القليلة "المظللة طبيعياً" في البحرين، حيث كانت آلاف أشجار النخيل البرية بمثابة مصافي من شمس الصحراء الحارقة. وقد قُطِعَت معظم هذه الأشجار لتوسيع الطريق وتحديث المنطقة

## مميزاتها
تتميز منطقة البديع بكثرة أشجار النخيل (سابقاً) أما في الوقت الحالي فهي قليلة، والجو في البديع يكون أفضل من المدن الأخرى في الصيف بسبب قربها من سواحل السعودية، لذلك تقوم هناك مشاريع سياحية كثيرة مثل: مارينا ويست وفندق لاقونا بيتش .